# Papaflessas
Papaflessas  (in greco Παπαφλέσσας?) è un ex comune della Grecia nella periferia del Peloponneso di 2 205 abitanti secondo i dati del censimento 2001.
È stato soppresso a seguito della riforma amministrativa detta Programma Callicrate in vigore dal gennaio 2011 ed è ora compreso nel comune di Pylos-Nestoras.